# Bandeira vice-presidencial do Brasil

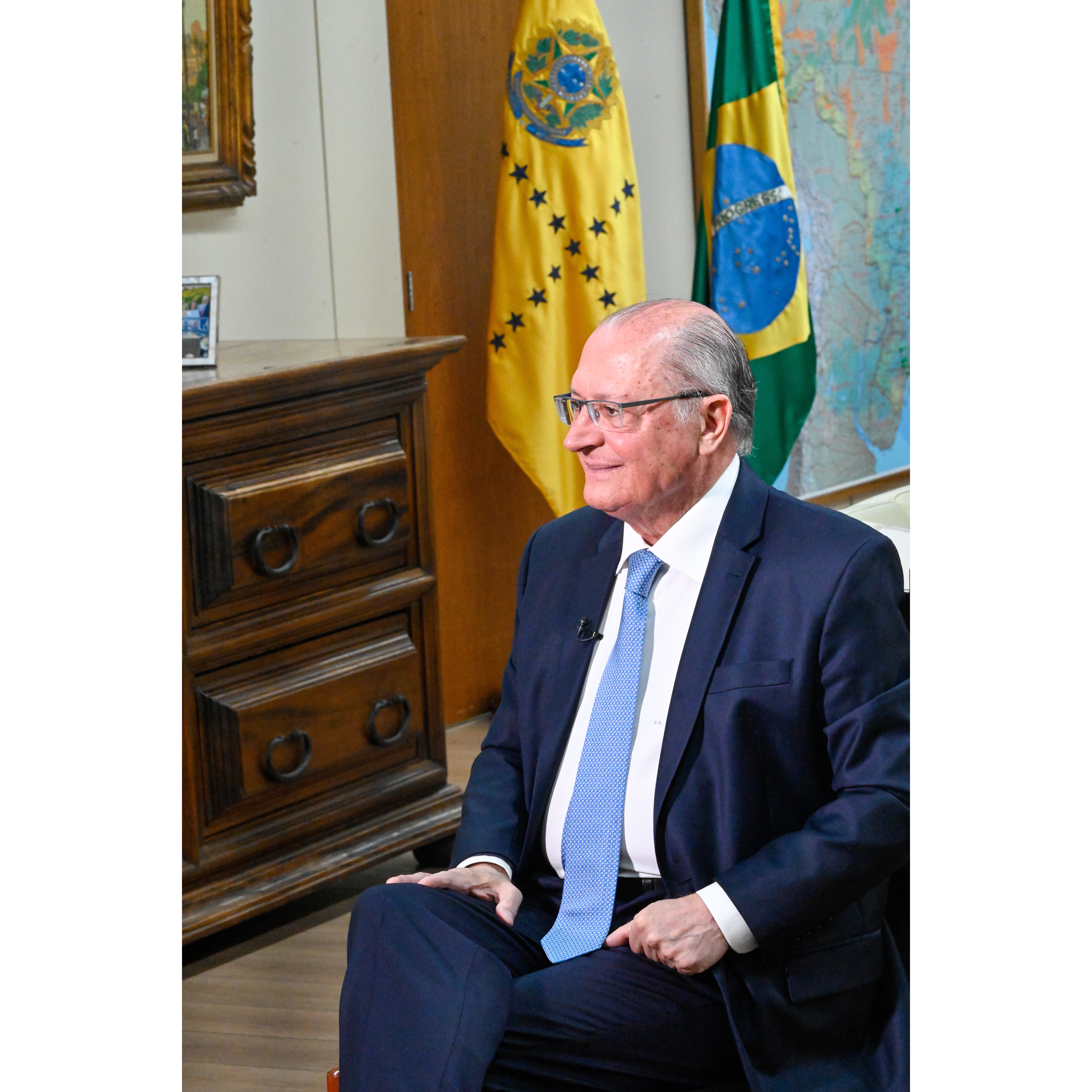
Hasteada junto com a bandeira nacional em gabinete do atual titular.

A bandeira vice-presidencial do Brasil é uma bandeira-insígnia, oficial do vice-presidente do Brasil, e destinada a assinalar a presença dessa autoridade, bem como distingui-la das demais autoridades civis.

## História
Apesar de já ser descrita em um decreto de 1958 a mesma foi aprovada em 6 de agosto de 1971, durante o mandato do vice-presidente almirante Augusto Rademaker, pelo decreto 69 026.
Contudo, já tinha uso oficial muito anterior ao decreto que a oficializa, visto que, sua descrição e modelo já aparece no decreto nº 43 807, de 27 de maio de 1958.

## Descrição
Seu desenho consiste em um retângulo de proporção largura-comprimento de 2:3 com um fundo amarelo (o mesmo amarelo utilizado na bandeira do Brasil). No centro, perfilam-se 23 estrelas azuis de cinco pontas, dispostas em cruz, sendo 15 na horizontal, de modo que uma das estrelas fique no centro da cruz. À esquerda superior, centralizada nesse quadrante, está o brasão de armas do Brasil.

## Usos
O decreto n.º 69 026 de 6 de agosto de 1971 aprova e manda adotar oficialmente a bandeira-insígnia de vice-presidente da república. O pavilhão vice-presidencial deve ser utilizado em ocasiões oficiais quando da presença nas Organizações Militares da Marinha do Brasil, conforme regulamentado pelo Decreto 4 447, de 29 de outubro de 2002, que aprovou o Cerimonial da Marinha.

### Presente em fotos oficiais de vice-presidentes
A bandeira vice-presidencial aparece nas fotos oficiais dos vice-presidentes do Brasil Hamilton Mourão e Michel Temer.